# Collegio uninominale Campania 2 - 02 (2017)
Il collegio elettorale uninominale Campania 2 - 02 è stato un collegio elettorale uninominale della Repubblica Italiana per l'elezione della Camera dei deputati ta il 2017 ed il 2022.

## Territorio
Come previsto dalla legge elettorale italiana del 2017, il collegio era stato definito tramite decreto legislativo all'interno della circoscrizione Campania 2.
Era formato dal territorio di 92 comuni: Andretta, Apice, Aquilonia, Ariano Irpino, Bagnoli Irpino, Baselice, Bisaccia, Bonito, Buonalbergo, Cairano, Calabritto, Calitri, Caposele, Carife, Casalbore, Cassano Irpino, Castel Baronia, Castelfranci, Castelfranco in Miscano, Castelnuovo di Conza, Castelvetere in Val Fortore, Castelvetere sul Calore, Chiusano di San Domenico, Colliano, Contursi Terme, Conza della Campania, Flumeri, Foiano di Val Fortore, Fontanarosa, Frigento, Gesualdo, Ginestra degli Schiavoni, Greci, Grottaminarda, Guardia Lombardi, Lacedonia, Lapio, Laviano, Lioni, Luogosano, Melito Irpino, Mirabella Eclano, Molinara, Montaguto, Montecalvo Irpino, Montefalcone di Val Fortore, Montella, Montemarano, Monteverde, Morra De Sanctis, Nusco, Oliveto Citra, Paduli, Pago Veiano, Parolise, Paternopoli, Pesco Sannita, Pietrelcina, Reino, Rocca San Felice, Salza Irpina, San Bartolomeo in Galdo, San Giorgio La Molara, San Mango sul Calore, San Marco dei Cavoti, San Michele di Serino, San Nicola Baronia, San Sossio Baronia, Santa Lucia di Serino, Sant'Andrea di Conza, Sant'Angelo all'Esca, Sant'Angelo dei Lombardi, Santo Stefano del Sole, Santomenna, Savignano Irpino, Scampitella, Senerchia, Serino, Sorbo Serpico, Sturno, Taurasi, Teora, Torella dei Lombardi, Trevico, Vallata, Vallesaccarda, Valva, Villamaina, Villanova del Battista, Volturara Irpina e Zungoli.
Il collegio era quindi compreso tra le province di Avellino, Benevento e Salerno.
Il collegio era parte del collegio plurinominale Campania 2 - 01.

## Eletti
| Elezione | Elezione | Deputato        | Partito               |
| -------- | -------- | --------------- | --------------------- |
|          | 2018     | Generoso Maraia | Movimento 5 Stelle    |
|          | 2022     | Generoso Maraia | Insieme per il futuro |

## Dati elettorali

### XVIII legislatura
Come previsto dalla legge elettorale, 232 deputati erano eletti con sistema a maggioranza relativa in altrettanti collegi uninominali a turno unico.
| Candidati              | Candidati                 | Voti    | %     | Liste                                | Voti    | %     |
| ---------------------- | ------------------------- | ------- | ----- | ------------------------------------ | ------- | ----- |
|                        | Generoso Maraia ✔️ Eletto | 55 642  | 42,91 | Movimento 5 Stelle                   | 55 642  | 42,91 |
|                        | Carmela Grasso            | 36 955  | 28,50 | Forza Italia                         | 20 556  | 15,85 |
| Lega                   | Carmela Grasso            | 36 955  | 28,50 | 8 891                                | 6,86    |       |
| Fratelli d'Italia      | Carmela Grasso            | 36 955  | 28,50 | 4 162                                | 3,21    |       |
| Noi con l'Italia - UDC | Carmela Grasso            | 36 955  | 28,50 | 3 346                                | 2,58    |       |
|                        | Giuseppe De Mita          | 28 705  | 22,14 | Partito Democratico                  | 20 318  | 15,67 |
| Civica Popolare        | Giuseppe De Mita          | 28 705  | 22,14 | 5 783                                | 4,46    |       |
| Italia Europa Insieme  | Giuseppe De Mita          | 28 705  | 22,14 | 1 362                                | 1,05    |       |
| +Europa                | Giuseppe De Mita          | 28 705  | 22,14 | 1 242                                | 0,96    |       |
|                        | Antonio Caggiano          | 3 037   | 2,34  | Liberi e Uguali                      | 3 037   | 2,34  |
|                        | Elisena Iannuzzelli       | 2 144   | 1,65  | Potere al Popolo!                    | 2 144   | 1,65  |
|                        | Cosimina Cosenza          | 660     | 0,51  | Italia agli Italiani                 | 660     | 0,51  |
|                        | Gerardo Genzale           | 642     | 0,50  | CasaPound                            | 642     | 0,50  |
|                        | Stefania Russo            | 564     | 0,43  | Il Popolo della Famiglia             | 564     | 0,43  |
|                        | Martina Zoccolini         | 486     | 0,37  | Partito Comunista                    | 486     | 0,37  |
|                        | Gerardo Pagliarulo        | 476     | 0,37  | Partito Valore Umano                 | 476     | 0,37  |
|                        | Elena Di Maria            | 211     | 0,16  | 10 Volte Meglio                      | 211     | 0,16  |
|                        | Marcello Graziosi         | 151     | 0,12  | Lista del Popolo per la Costituzione | 151     | 0,12  |
| Totale                 | Totale                    | 129 673 | 100   |                                      | 129 673 | 100   |
|                        |                           |         |       |                                      |         |       |
| Voti non validi        | Voti non validi           | 6 134   | 4,52  |                                      |         |       |
| Votanti                | Votanti                   | 135 807 | 70,68 |                                      |         |       |
| Elettori               | Elettori                  | 192 134 |       |                                      |         |       |